# بيلي وايلز
بيلي وايلز (بالإنجليزية: Bill Wiles)‏ هو مصارع محترف ومدير أمريكي، ولد في 1971 في Brick Township, New Jersey ‏ في الولايات المتحدة.

## وصلات خارجية
- بيلي وايلز على موقع CageMatch worker (الإنجليزية)

- بيلي وايلز على موقع IMDb (الإنجليزية)
- بيلي وايلز على موقع قاعدة بيانات الفيلم (الإنجليزية)